# Arachnothera juliae
Papa-aranhas-de-whitehead ou aranheiro-zebrado (Arachnothera juliae) é uma espécie de ave da família Nectariniidae.
Pode ser encontrada nos seguintes países: Indonésia e Malásia.
Os seus habitats naturais são: florestas subtropicais ou tropicais húmidas de baixa altitude e regiões subtropicais ou tropicais húmidas de alta altitude.